# Sicurezza nucleare

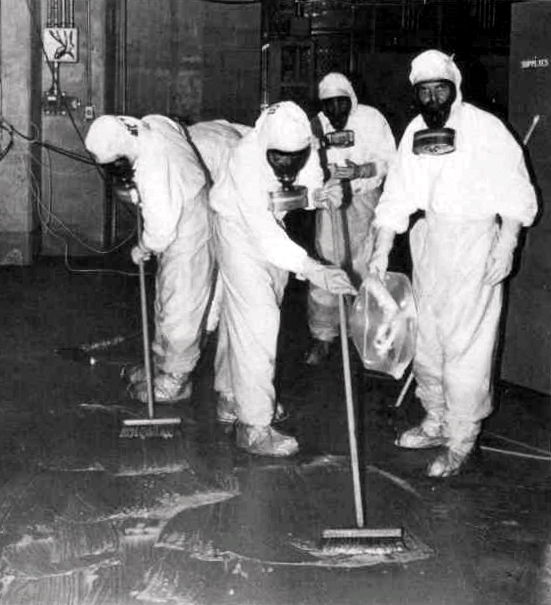
Una squadra di ripulitura all'opera per eliminare la contaminazione radioattiva dopo l'incidente di Three Mile Island del 1979.

La sicurezza nucleare è l'insieme delle misure messe in atto per garantire la sicurezza dell'industria nucleare. Ciò abbraccia le centrali nucleari e le altre strutture nucleari, il trasporto di materiali nucleari, e l'uso e immagazzinamento di materiale nucleare per qualsiasi uso. In termini tecnici, l'Agenzia internazionale per l'energia atomica (AIEA o IAEA) definisce due accezioni: nuclear safety e nuclear security. Per nuclear safety si intende «il raggiungimento di condizioni operative appropriate, la prevenzione di incidenti o la mitigazione delle loro conseguenze, che dà luogo a protezione di lavoratori, collettività e ambiente da inutili rischi di radiazione». La IAEA definisce invece la nuclear security come «la prevenzione e individuazione e relativa reazione, rispetto a furto, sabotaggio, accesso non autorizzato, trasferimento illegale o altri atti dolosi pertinenti a materiale nucleare, altre sostanze radioattive o strutture a loro associate».
L'industria dell'energia nucleare ha migliorato la sicurezza e le prestazioni dei reattori, e ha proposto nuovi e più sicuri progetti di reattori. Malgrado ciò, non può essere garantita una sicurezza perfetta. Fra le potenziali fonti di problemi troviamo errori umani ed eventi esterni che hanno un impatto maggiore di quanto previsto. I progettisti dei reattori di Fukushima in Giappone non avevano previsto che un maremoto generato da un terremoto avrebbe messo fuori uso i sistemi ausiliari che in teoria avrebbero dovuto stabilizzare il reattore dopo il terremoto. Sono concepibili anche scenari che comprendono attentati terroristici, sabotaggi interni, e attacchi informatici.
La sicurezza delle armi nucleari, come la sicurezza della ricerca militare riguardante materiali nucleari, è generalmente gestita da organi diversi da quelli che coordinano la sicurezza civile, per vari motivi, tra cui la segretezza. Si teme per l'ipotesi di gruppi terroristici che si impossessino di materiale nucleare atto a costruire bombe.

## Panoramica di processi nucleari e problemi di sicurezza
Con riferimento al 2011, si manifestano considerazioni di sicurezza nucleare in numerose situazioni, tra cui:
- Energia nucleare usata in centrali nucleari e sottomarini o altre navi a propulsione nucleare
- Combustibili per fissione come uranio-235 e plutonio-239; relativi estrazione, immagazzinamento e uso
- Materiali radioattivi usati per scopi medici, diagnostici e di ricerca, batterie per alcuni progetti spaziali
- Rifiuti nucleari, gli scarti radioattivi dei materiali nucleari
- Energia da fusione, una tecnologia in fase di sviluppo da molti anni
- Ingresso non pianificato di materiali nucleari in biosfera e catena alimentare (piante viventi, animali ed esseri umani) se inalati o ingeriti
- Continuità dell'estrazione mineraria dell'uranio.

Con l'eccezione delle bombe all'idrogeno e della ricerca sulla fusione sperimentale, tutti i problemi di sicurezza specifici dell'energia nucleare scaturiscono dalla necessità di limitare l'assorbimento biologico della dose impegnata (ingestione o inalazione di materiali radioattivi), e della dose efficace legate a contaminazione radioattiva.
La sicurezza nucleare pertanto come minimo riguarda:
- Estrazione, trasporto, immagazzinamento, trattamento, e smaltimento di materiali fissili
- Sicurezza dei generatori di energia nucleare
- Controllo e gestione sicura di armi nucleari, materiale nucleare idoneo all'uso come arma, e e altri materiali radioattivi
- Maneggio sicuro, responsabilità e uso nei contesti industriale, medico e di ricerca
- Smaltimento di rifiuti nucleari
- Limitazioni nell'esposizione a radiazioni.

## Organismi competenti

### Internazionali

L'Agenzia internazionale per l'energia atomica fu creata nel 1957 per incoraggiare il pacifico sviluppo della tecnologia nucleare e al contempo generare salvaguardie internazionali contro la proliferazione nucleare.

Sul piano internazionale l'Agenzia internazionale per l'energia atomica «opera con i suoi Stati membri e numerosi partner in tutto il mondo per promuovere tecnologie nucleari sicure in ogni senso e pacifiche». Alcuni scienziati dicono che il disastro nucleare di Fukushima Dai-ichi ha rivelato che l'industria nucleare non esercita un controllo sufficiente, il che ha suscitato rinnovati appelli per ridefinire il mandato IAEA in modo da poter meglio disciplinare le centrali nucleari in tutto il mondo.
La Convenzione sulla sicurezza nucleare IAEA fu adottata a Vienna il 17 giugno 1994 ed entrò in vigore il 24 ottobre 1996. Gli obiettivi della convenzione sono raggiungere e mantenere un alto livello di sicurezza nucleare in tutto il mondo, istituire e mantenere efficaci difese sulle installazioni nucleari contro potenziali rischi radiologici, e prevenire incidenti con conseguenze radiologiche.
La convenzione fu concepita in seguito agli incidenti di Three Miles Island e Chernobyl in una serie di incontri di esperti tra il 1992 e il 1994, e fu il risultato di un notevole lavori degli Stati, che ha coinvolto le relative autorità regolatorie e di sicurezza nazionale presso l'Agenzia per l'energia atomica, che funge da Segretariato per la convenzione.
Gli obblighi delle Parti Contraenti sono basati in larga parte sull'applicazione dei principi di sicurezza per le installazioni nucleari contenute nel documento IAEA Safety Fundamentals "The Safety of Nuclear Installations" (IAEA Safety Series No. 110 pubblicato nel 1993). Questi obblighi comprendono la cornice regolatoria e legislativa, il corpo regolatorio, e gli obblighi tecnici di sicurezza relativi, ad esempio, a scelta dei siti, progetto, costruzione, attività, la disponibilità di risorse umane e finanziarie adeguate, la valutazione e verifica di sicurezza, garanzia di qualità e preparazione all'emergenza.
La convenzione fu aggiornata nel 2014 dalla Dichiarazione di Vienna sulla Sicurezza Nucleare. Essa diede luogo ai tre principi seguenti:
1. Le nuove centrali nucleari devono essere progettate, situate e costruite con l'obiettivo di prevenire incidenti nella messa in servizio e nel funzionamento e, nel caso in cui si verifichi un incidente, mitigare i possibili rilasci di radionuclidi che causano una contaminazione a lungo termine fuori dal sito ed evitare rilasci radioattivi precoci o abbastanza grandi da richiedere misure e azioni di protezione a lungo termine.
2. Valutazioni di sicurezza complete e sistematiche devono essere eseguite periodicamente e regolarmente per gli impianti esistenti per tutta la loro durata di vita al fine di identificare i miglioramenti della sicurezza che sono orientati a soddisfare l'obiettivo di cui sopra. I miglioramenti di sicurezza ragionevolmente praticabili o raggiungibili devono essere implementati in modo tempestivo.
3. I requisiti e i regolamenti nazionali per affrontare questo obiettivo per tutta la durata di vita delle centrali nucleari devono tenere conto dei pertinenti standard di sicurezza dell'AIEA e, se del caso, di altre buone pratiche identificate tra l'altro nelle riunioni di revisione del CNS.

Nel 2011 Najmedin Meshkati, della University of Southern California, aveva delineato alcuni problemi della IAEA:

### Nazionali
Molte nazioni che utilizzano l'energia nucleare hanno istituzioni specializzate che sorvegliano e regolano la sicurezza nucleare. La sicurezza nucleare civile negli USA è normata dalla Nuclear Regulatory Commission (NRC). Tuttavia, i critici dell'industria nucleare lamentano che gli organi regolatori sono troppo intrecciati con le industrie stesse per essere efficaci. Per esempio, il libro The Doomsday Machine offre una serie di esempi di regolatori nazionali, che per così dire "non regolano, ma salutano" (un gioco di parole tra wave "ondeggiare per salutare" e waive "rinunciare"), per sostenere che in Giappone ad esempio "i regolatori e i regolati sono amici di vecchia data, che lavorano assieme per mitigare i dubbi di un'opinione pubblica cresciuta con l'orrore delle bombe nucleari". Tra gli altri esempi prospettati:
- in Cina, Kang Rixin, già direttore generale dell'azienda di Stato China National Nuclear Corporation, fu condannato al carcere a vita nel 2010 per aver accettato tangenti (ed altri abusi), verdetto che suscita dubbi sulla qualità del suo operato per la sicurezza e credibilità dei reattori nucleari cinesi.
- in India, il regolatore nucleare risponde alla Atomic Energy Commission nazionale, che raccomanda la costruzione in loco di centrali nucleari e il presidente dell'Atomic Energy Regulatory Board, S. S. Bajaj, era stato un alto dirigente della Nuclear Power Corporation of India, la società che ora provvede a regolare.
- in Giappone, il regolatore risponde al Ministero dell'economia, commercio e industria, che cerca apertamente di promuovere l'industria nucleare; i posti del ministero e le posizioni di maggior spicco nel settore nucleare vengono passati nello stesso ristretto circolo di esperti.

Il libro sostiene che la sicurezza nucleare è compromessa dal sospetto che, come ha detto dei regolatori Eisaku Sato, già governatore della provincia di Fukushima (con il suo famigerato sito nucleare): "Sono tutti della stessa razza".
La sicurezza delle centrali e dei materiali nucleari controllata dal governo USA per ricerca, produzione di armi, e quelli che alimentano le imbarcazioni militari non è governata dalla NRC. In UK la sicurezza nucleare è regolata dall'Office for Nuclear Regulation (ONR) e dal Defence Nuclear Safety Regulator (DNSR). La Australian Radiation Protection and Nuclear Safety Agency (ARPANSA) è il corpo del governo federale che monitora e identifica i rischi da radiazione solare e nucleare in Australia. È il principale corpo che si occupa radiazioni ionizzanti e non ionizzanti e pubblica materiale che riguarda la protezione da radiazioni.
Fra le altre agenzie ricordiamo:
- Autorité de sûreté nucléaire
- Canadian Nuclear Safety Commission
- Radiological Protection Institute of Ireland
- Federal Atomic Energy Agency in Russia
- Kernfysische Dienst, (NL)
- Pakistan Nuclear Regulatory Authority
- Bundesamt für Strahlenschutz, (DE)
- Atomic Energy Regulatory Board (India).

## Sicurezza delle centrali nucleari

### Complessità
Le centrali nucleari si annoverano tra i sistemi energetici più sofisticati e complessi mai progettati. Ogni sistema complesso, per quanto ben progettato e realizzato, non può essere considerato esente da rischi. L'esperta giornalista e scrittrice Stephanie Cooke ha dichiarato:
L'incidente di Three Mile Island ispirò il libro di Perrow Normal Accidents (1984), in cui avviene un incidente nucleare, conseguente all'interazione imprevista di molteplici avarie in un sistema complesso. TMI fu un esempio di incidente normale perché era "inatteso, incomprensibile, incontrollabile e inevitabile".
Un problema fondamentale che contribuisce alla complessità di un sistema di energia nucleare è il suo ciclo vitale estremamente lungo. La cornice temporale dall'avvio della costruzione di una centrale nucleare commerciale fino allo smaltimento sicuro delle scorie prodotte può essere stimato tra i 100 e i 150 anni.

### Possibili incidenti nelle centrali nucleari
Si teme che una combinazione di errori umani e avarie meccaniche in una struttura nucleare possa dar luogo a danni significativi a persone ed ambiente:
È impossibile che un reattore nucleare civile esploda come una bomba nucleare dato che il combustibile non è mai sufficientemente arricchito a quei fini.
I reattori nucleari possono cedere in vari modi. Se l'instabilità del materiale nucleare generasse un comportamento inatteso, ne potrebbe scaturire un'escursione nucleare. Di solito il sistema di raffreddamento di un reattore è progettato per essere in grado di gestire il calore in eccesso che esso causa; però se il rettore subisse anche un LOCA, il combustibile potrebbe fondere o far sì che l'involucro che lo contiene si surriscaldasse e fondesse. Questo evento si chiama meltdown nucleare.

Rappresentazione schematica degli incidenti nucleari di Fukushima Daiichi.

Dopo lo spegnimento, per qualche tempo il reattore ha ancora bisogno di energia esterna per alimentare i suoi sistemi di raffreddamento. Normalmente questa energia proviene dalla rete elettrica cui è collegata la centrale, o da generatori diesel di emergenza. La mancata alimentazione dei sistemi di raffreddamento, come nella fase iniziale dell'incidente di Fukushima, può causare serie conseguenze.
Nel giugno 2011 esponenti della Nuclear Regulatory Commission dissero che le regole di sicurezza nucleare negli Stati Uniti "non tengono in adeguata considerazione il rischio che un singolo evento che paralizzasse l'energia elettrica sulla rete e sui generatori di emergenza, come fatto da un terremoto e uno maremoto di recente in Giappone".

### Vulnerabilità delle centrali nucleari agli attacchi
I reattori nucleari diventano bersagli di elezione durante i conflitti militari e, negli ultimi trent'anni, sono stati ripetutamente attaccati da incursioni aeree militari, occupazioni, invasioni e campagne:
- Nel settembre 1980 l'Iran bombardò in Iraq il complesso nucleare Al Tuwaitha nel corso dell'Operazione Scorch Sword.
- Nel giugno 1981 un attacco aereo israeliano distrusse completamente la struttura di ricerca nucleare irachena di Osiraq nel corso dell'Operazione Opera.
- Tra il 1984 e il 1987 l'Iraq bombardò per sei volte la centrale nucleare iraniana di Bushehr.
- L'8 gennaio 1982 Umkhonto we Sizwe, braccio armato dell'ANC, attaccò la centrale nucleare sudafricana di Koeberg mentre era ancora in costruzione.
- Nel 1991 gli Stati Uniti bombardarono tre reattori nucleari e una struttura pilota di arricchimento in Iraq.
- Nel 1991 l'Iraq lanciò missili Scud contro la centrale nucleare di israeliana di Dimona.
- Nel settembre 2007 Israele bombardò un reattore siriano in fase di costruzione.[27]

Negli USA le centrali sono circondate da una doppia serie di alte barriere monitorate elettronicamente. Il perimetro delle centrali è pattugliato da una nutrita forza di guardie armate. In Canada tutti i reattori hanno una "forza armata di reazione sul posto" che comprende veicoli con blindatura leggera che pattugliano quotidianamente le centrali. Il criterio "Design Basis Threat" della NRC per le centrali è un segreto, quindi non si sa quale dimensione di forze attaccanti potrebbero essere fronteggiate. Ad ogni modo eseguire lo SCRAM (spegnimento di emergenza) di una centrale richiede meno di cinque secondi, mentre il riavvio senza difficoltà richiede ore, creando un serio ostacolo al tentativo terroristico di ottenere un rilascio radioattivo.
L'attacco dal cielo è un problema per cui c'è maggior sensibilità dopo gli attacchi dell'11 settembre negli USA. Ma già nel 1972 tre dirottatori avevano preso il controllo di un volo passeggeri interno sulla costa est degli USA (volo Southern Air 49) e minacciarono di far schiantare l'aereo sull'impianto di armi nucleari USA di Oak Ridge (Tennessee). L'aereo si avvicinò fino a 8 000 piedi sopra al sito prima che fossero accolte le richieste dei dirottatori.
La barriera più importante contro il rilascio di radioattività nel caso di attacco aereo su una centrale nucleare è l'edificio di contenimento e il suo riparo antimissile. L'ex direttore della NRC Dale Klein ha detto "Le centrali nucleari sono strutture intrinsecamente robuste che secondo i nostri studi offrono adeguata protezione in un ipotetico attacco da parte di un aereo. La NRC ha inoltre disposto in modo che gli operatori delle centrali nucleari siano in grado di affrontare grossi incendi o esplosioni — qualunque ne sia la causa."

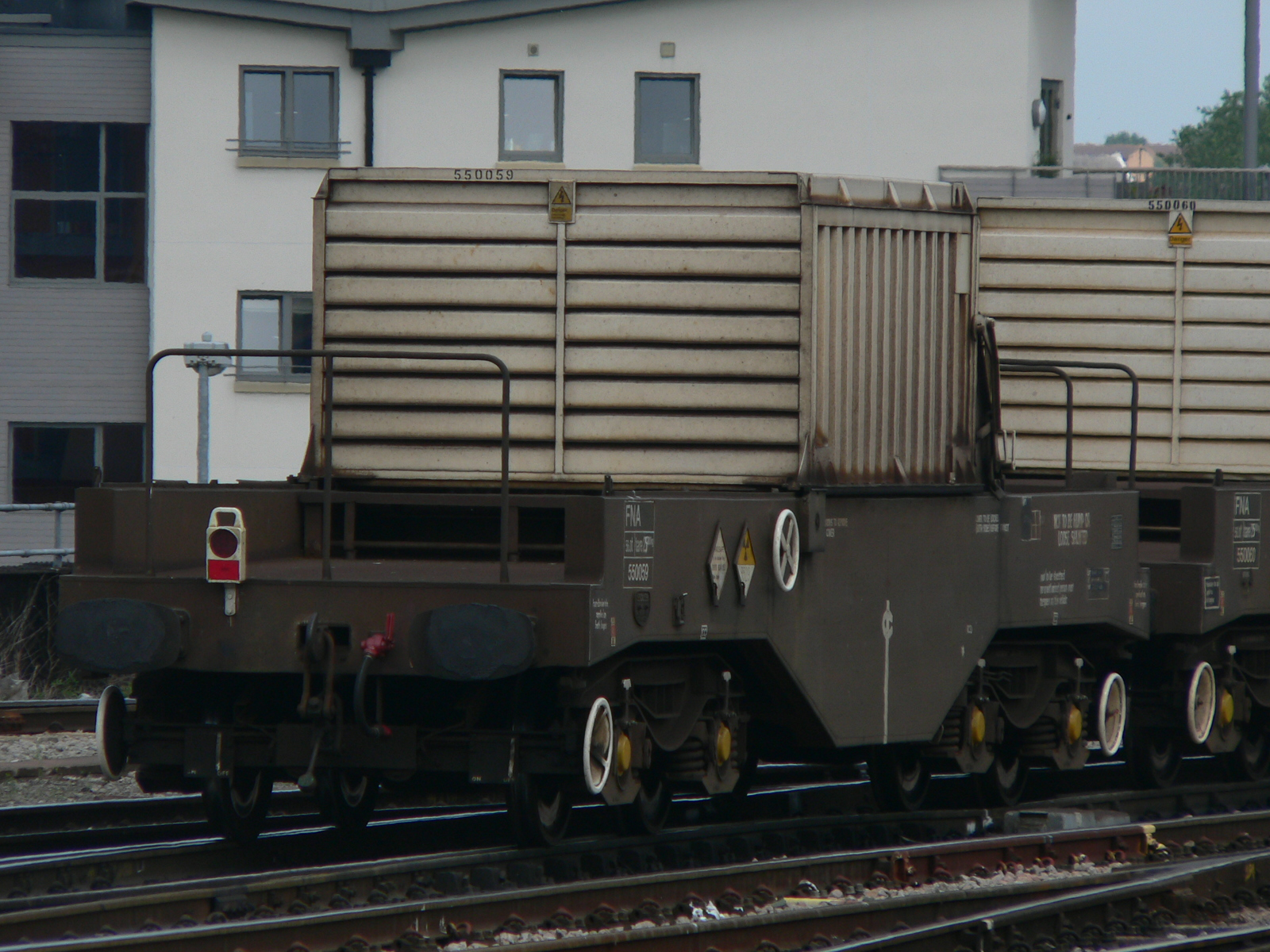
Vagone con un contenitore per il trasporto di un "barile" di combustibile esaurito a Bristol.

In aggiunta, i sostenitori fanno riferimento a grandi studi condotti dallo U.S. Electric Power Research Institute che ha collaudato la robustezza del reattore e dello stoccaggio rilevando che dovrebbero essere in grado di sostenere un attacco terroristico paragonabile a quelli dell'11 settembre 2001. Il combustibile già utilizzato è conservato in una "zona protetta" della centrale o in un "barile" per il trasporto di combustibile nucleare usato (SNF); rubarlo per usarlo in una bomba sporca sarebbe estremamente difficile. L'esposizione ad intense radiazioni quasi certamente neutralizzerebbe o ucciderebbe subito chi ci provasse.

### Minaccia di attacchi terroristici
Le centrali nucleari sono ritenute obiettivi per attacchi terroristici.
Fin dalla costruzione delle prime centrali nucleari, questo problema è stato affrontato dagli organismi di sicurezza. Le minacce concrete di attacchi contro le centrali nucleari per mano di terroristi o criminali sono documentate da parecchi Stati. Mentre le centrali più vecchie in Germania erano costruite senza particolari protezioni per incidenti aerei, le più recenti costituite di massicci edifici in calcestruzzo sono parzialmente protette dagli incidenti aerei. Sono progettate per resistere all'impatto di un caccia ad una velocità di 800 km/h. Fu assunto come parametro valutativo l'impatto di un aereo del tipo Phantom II con una massa di 20 t alla velocità di 215 m/s.
Si discute attualmente del pericolo che scaturisce da uno schianto aereo provocato da terroristi su una centrale nucleare. Un simile attacco potrebbe avere conseguenze disastrose. Per esempio, il governo tedesco ha confermato che la centrale nucleare Biblis A non sarebbe completamente protetta dall'attacco di un aereo militare. Dopo gli attentati di Bruxelles nel 2016, furono parzialmente evacuate diverse centrali nucleari. Al contempo, si venne a sapere che i terroristi avevano spiato le centrali, e a parecchi dipendenti furono revocate le credenziali di accesso.
Inoltre, il "terrorismo nucleare", ad esempio per mezzo di una "bomba sporca", costituisce un considerevole rischio potenziale.

### Ubicazione delle centrali

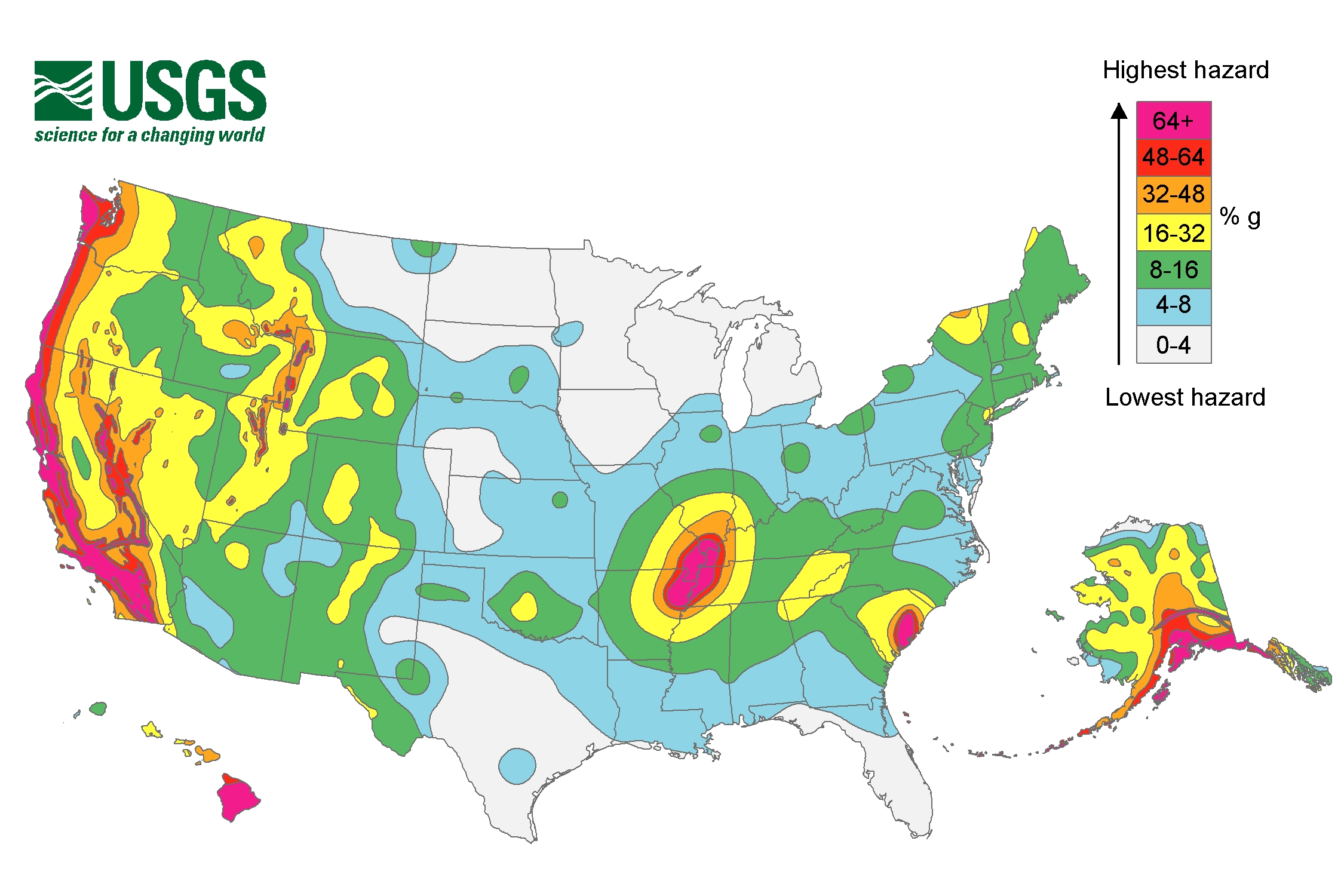
Mappa di terremoti

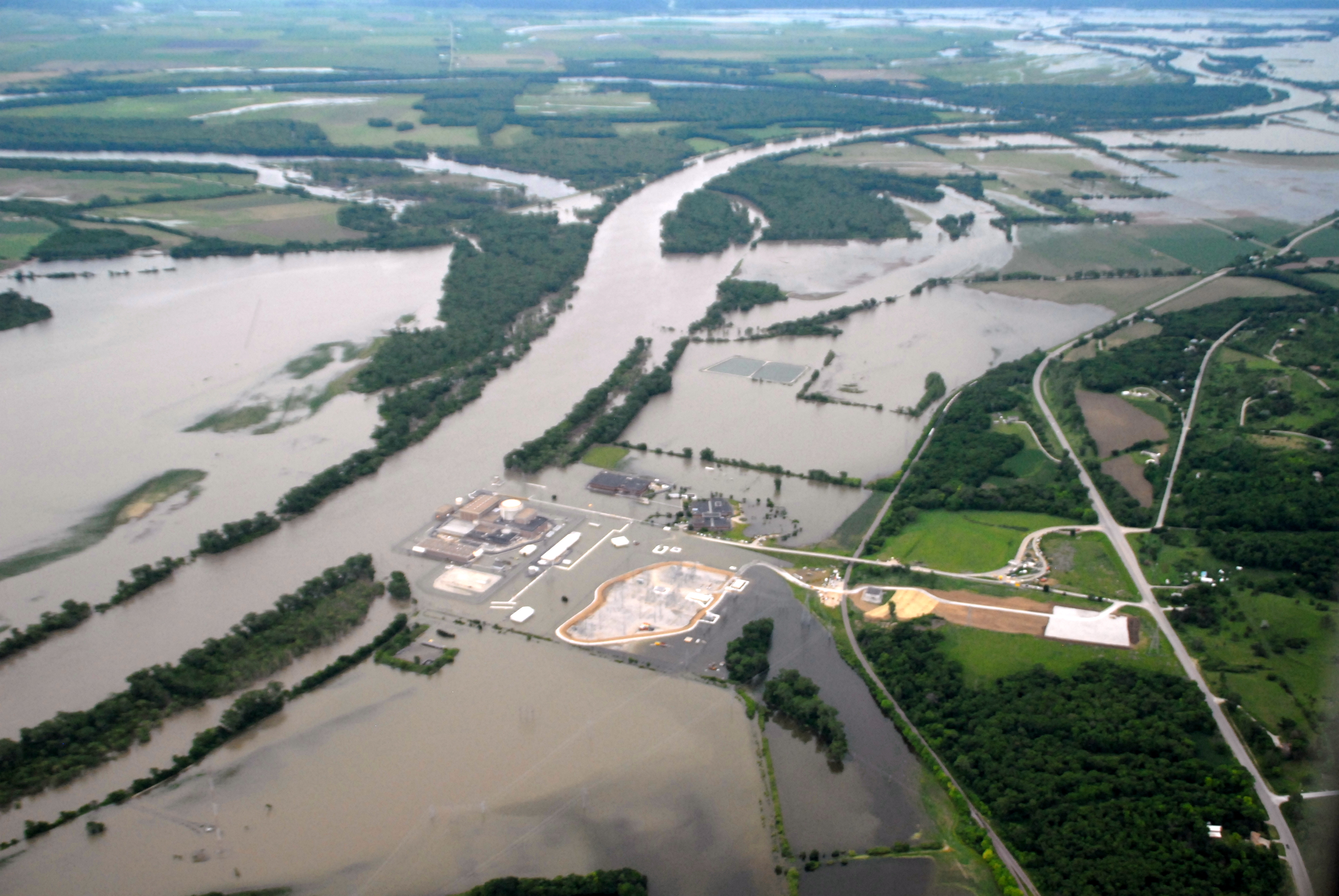
La Fort Calhoun Nuclear Generating Station circondata dall'alluvione del fiume Missouri, 16 giugno 2011.

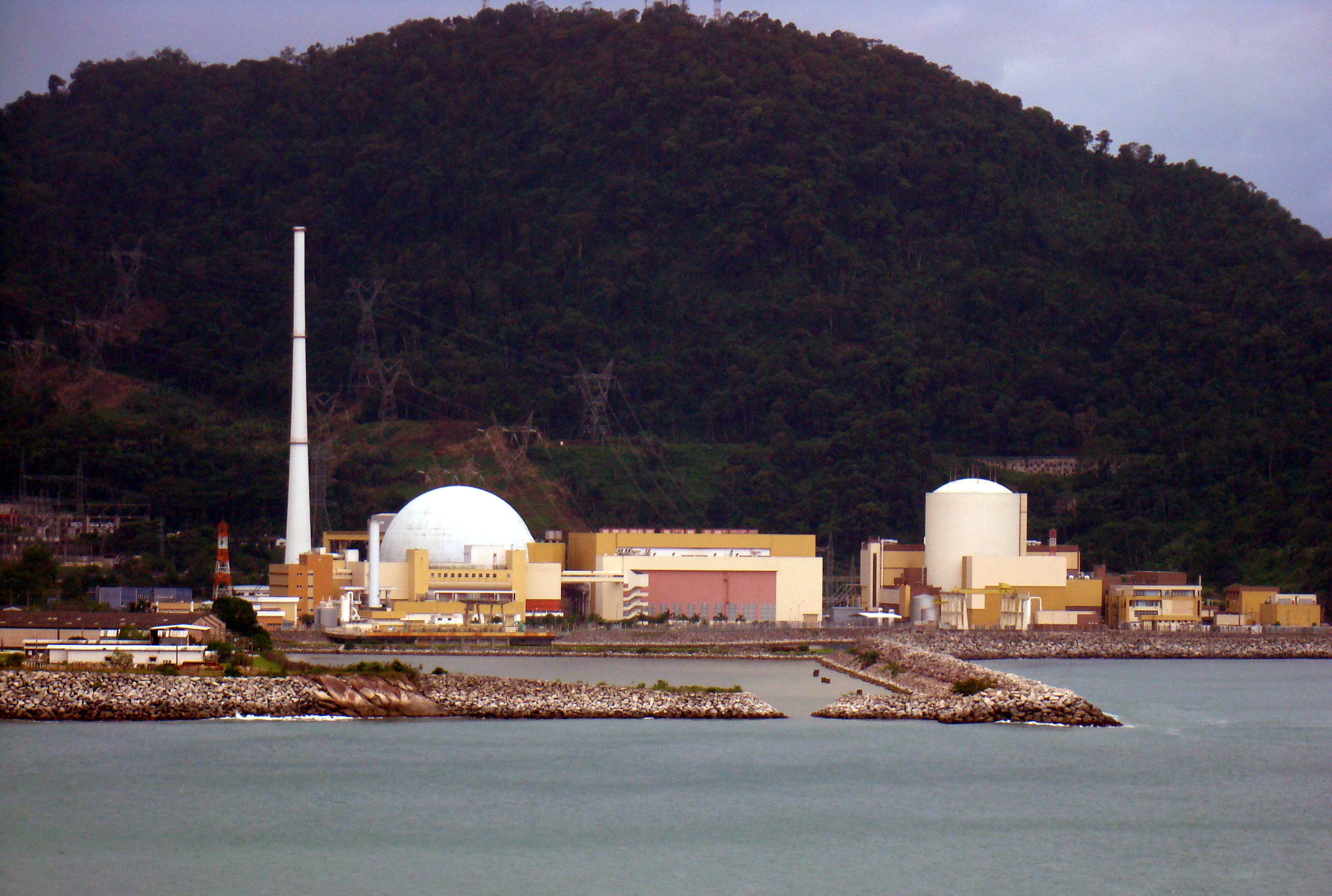
La centrale nucleare di Angra nello Stato di Rio de Janeiro (Brasile).

In molti Paesi, spesso le centrali sono collocate sulla costa, per assicurare una fonte comoda di acqua di raffreddamento per il sistema di servizio essenziale di acqua. Di conseguenza il progetto deve tener conto del rischio di alluvione e maremoto. Il World Energy Council (WEC) sostiene che i rischi di disastro stanno cambiando e aumentando la probabilità di disastri come terremoti, cicloni, uragani, tifoni, alluvioni. Alte temperature, bassi livelli di precipitazioni e gravi siccità possono portare a carenze di acqua potabile. L'incapacità di calcolare correttamente il rischio di alluvione portò ad un evento di livello 2 della scala INES durante l'allagamento della centrale nucleare di Blayas del 1999, mentre l'allagamento provocato dal terremoto e maremoto del Tōhoku del 2011 portò al disastro nucleare di Fukushima Dai-ichi.
Nel progettare una centrale ubicata in zona a rischio sismico, si dovrà tenere conto di possibili maremoto e terremoti. Giappone, India, Cina e USA sono tra i Paesi che hanno centrali in zone sismiche. I danni causati alla centrale nucleare di Kashiwazaki-Kariwa durante il terremoto di Chūetsu del 2007 misero in evidenza i timori espressi da alcuni esperti in Giappone prima degli incidenti di Fukushima, che avevano previsto un genpatsu-shinsai (disastro sismico con effetto domino su centrale nucleare)..

### Reattori multipli
Il disastro nucleare di Fukushima esemplificò i pericoli insiti nella costruzione di più unità di reattori nucleari uno appresso all'altro. Per la vicinanza dei reattori, il direttore della centrale Masao Yoshida "fu messo nella situazione di fronteggiare simultaneamente la fusione del nucleo in tre reattori con le cisterne di combustibile esposte in tre unità".

### Sistemi di sicurezza nucleare
I tre principali obiettivi dei sistemi di sicurezza nucleare sono definiti dalla Nuclear Regulatory Commission sono spegnere il reattore, mantenerlo in stato di spegnimento ed evitare il rilascio di materiale radioattivo durante eventi e incidenti.
Questi obiettivi sono ottenuti usando numerosi strumenti, appartenenti a diversi sistemi, ciascuno dei quali esegue funzioni specifiche.

### Emissioni ordinarie di materiali radioattivi
Durante le normali attività quotidiane, dalle centrali nucleari vengono rilasciate all'esterno emissioni di materiali radioattivi, sebbene in quantità piuttosto modeste. Tali emissioni quotidiane vanno nell'aria, nell'acqua e nel suolo.
La NRC dice "le centrali nucleari talvolta rilasciano gas e liquidi radioattivi nell'ambiente in condizioni controllate, monitorate per garantire che non pongano alcun pericolo per la popolazione o per l'ambiente", e "le emissioni ordinarie durante la normale attività di una centrale nucleare non sono mai letali".
Secondo le Nazioni unite (UNSCEAR), l'attività regolare di una centrale nucleare comprendente il ciclo di combustibile nucleare comporta 0,0002 millisievert (mSv) annualmente nell'esplosione pubblica media; il retaggio del disastro di Chernobyl è di 0,002 mSv/a come media globale stando ad un rapporto del 2008; e l'esposizione naturale alla radiazione fa in media 2,4 mSv annualmente sebbene spesso oscilli a seconda della posizione di una persona da 1 a 13 mSv.

### Percezione della sicurezza nucleare nell'opinione pubblica giapponese
Nel marzo 2012, il primo ministro Yoshihiko Noda disse che il governo giapponese si addossava parte della colpa per il disastro di Fukushima, precisando che le autorità erano state accecate da un'immagine dell'infallibilità tecnologica del Paese ed erano "tutti troppo imbevuti di un mito sulla sicurezza".
Il Giappone è stato accusato da autori come il giornalista Yoichi Funabashi di avere un'"avversione ad affrontare le potenziali minacce di emergenze nucleari". Secondo lui è stato bloccato a metà strada un programma per sviluppare robot da usare in emergenze nucleari perché "sapeva troppo di pericolo imminente". Sebbene il Giappone sia una grande potenza in fatto di robot, non ne ha impiegato nessuno durante il disastro di Fukushima. Ricorda che la Commissione di sicurezza nucleare giapponese ha stabilito nelle sue linee guida di sicurezza per strutture ad acqua leggera che "non serve considerare la possibilità di vasta perdita di potenza". Ma questo tipo di vasta perdita di potenza sulle pompe di raffreddamento provocò il cedimento di Fukushima.
Incidenti come quello di Fukushima si sarebbero potuti evitare con una più severa normativa in materia di energia nucleare. Nel 2002, TEPCO, la società che gestiva la centrale di Fukushima, ammise di aver falsificato rapporti in più di 200 occasioni tra il 1997 e il 2002.
TEPCO non subì alcuna sanzione per questo. Invece, licenziò quattro dei suoi dirigenti più importanti. Tre di loro, quattro anni più tardi, iniziarono a lavorare con società in affari con TEPCO.

### Approvvigionamento di uranio
Il combustibile nucleare è una risorsa strategica la cui continua disponibilità dev'essere garantita per evitare interruzioni nelle centrali. La IAEA consiglia almeno due fornitori per scongiurare mancate forniture conseguenti ad eventi politici o pressione monopolistica. Le forniture di uranio nel mondo sono ben diversificate, con dozzine di fornitori in vari Paesi, e i piccoli quantitativi di combustibile necessari rendono la diversificazione molto più facile che nel caso delle forniture di combustibile fossile in grande quantità necessari nel settore energetico. Per esempio l'Ucraina affrontò la sfida in conseguenza del conflitto con la Russia (nel 2014 per l'annessione della Crimea) che continuò a fornire il combustibile ma lo usò come strumento di pressione politica. Nel 2016 l'Ucraina ottenne la metà delle sue forniture dalla Russia, e l'altra metà dalla Svezia, con alcuni contratti quadro con altri Paesi.

## Rischi del materiale nucleare

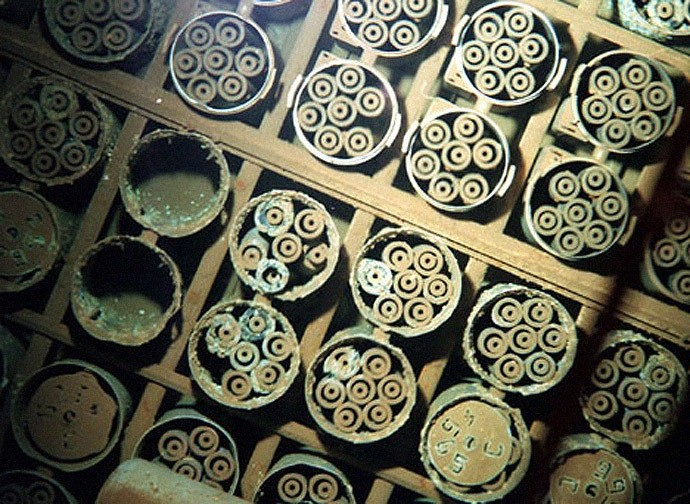
Materiale nucleare depositato sott'acqua e scoperto nello Hanford Site in Washington (USA).

Ci sono attualmente in totale 47 000 tonnellate di scorie nucleari altamente radioattive immagazzinate negli USA. Gli scarti nucleari sono approssimativamente 94% Uranio, 1,3% Plutonio, 0,14% altri attinoidi, e 5,2% prodotti di fissione. Circa l'1% di questi rifiuti consistono di isotopi a lungo decadimento 79Se, 93Zr, 99Te, 107Pd, 126Sn, 129I e 135Cs. Gli isotopi a decadimento più breve tra cui 89Sr, 90Sr, 106Ru, 125Sn, 134Cs, 137Cs, e 147Pm costituiscono lo 0,9% ad un anno, che si riduce allo 0,1% a cento anni. Il rimanente 3,3-4,1% consiste di isotopi non radioattivi. Ci sono difficoltà tecniche, poiché è preferibile segregare i prodotti di fissione a lungo decadimento, ma non devono essere esagerate. Una tonnellata di scorie, descritte come sopra, ha una radioattività misurabile di circa 600 TBq uguale alla radioattività naturale in un km3 di crosta terrestre, che se sotterrata, aggiungerebbe appena 25 parti per trilione alla radioattività totale.
La differenza tra scorie a decadimento breve, alto livello nucleare e scorie a lungo decadimento, basso livello radioattivo, può essere illustrata con un esempio. Come dichiarato sopra, una mole sia di 131I sia di 129I rilascia 3x1023 decadimenti in un periodo pari a un'emivita. 131I decade con il rilascio di 970 keV mentre 129I decade con il rilascio di 194 keV di energia. 131gm di 131I rilascerebbero quindi 45 gigajoule in otto giorni partendo da una quota di 600 EBq rilasciando 90 kilowatt con l'ultimo decadimento radioattivo che avviene entro due anni. Per confronto, 129gm di 129I rilascerebbero invece 9 gigajoule in 15,7 milioni di anni partendo da una quota di 850 MBq rilasciando 25 microwatt con radioattività decrescente fino a meno dell'1% in 100 000 anni.
Una tonnellata di scorie nucleari riduce anche le emissioni di CO2 per 25 milioni di tonnellate.

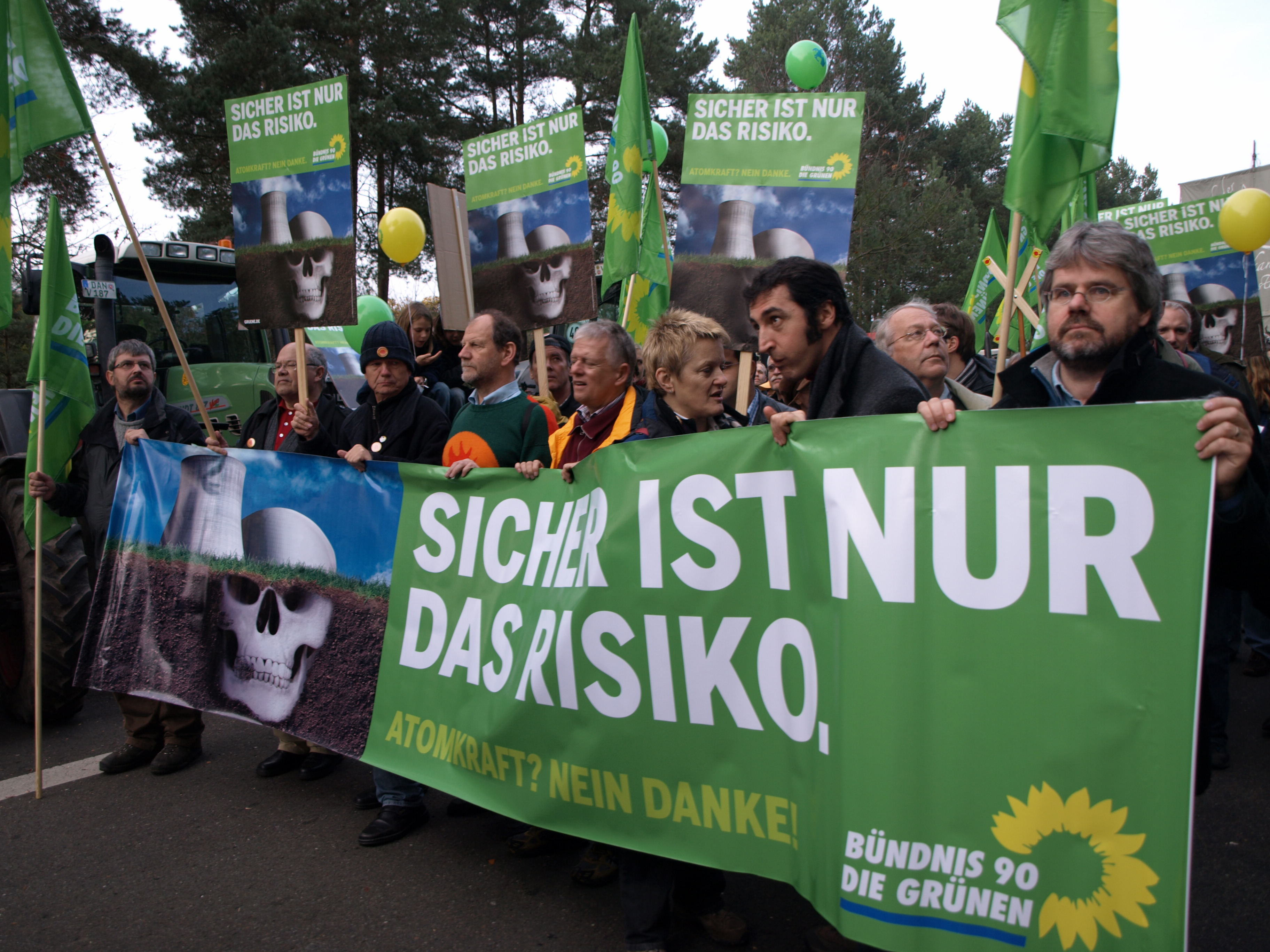
Proteste anti nucleari presso il deposito geologico profondo di Gorleben nella Germania settentrionale.

 Radionuclidi come 129I o 131I, possono essere altamente radioattivi, o avere un decadimento lunghissimo, ma non tutt'e due le cose assieme.
Una mole di 129I (129 grammi) è soggetta allo stesso numero  (3x1023) di decadimenti in 15.7 milioni di anni, cui è soggetta una mole di 131I (131 grammi) in 8 giorni. 131I è pertanto altamente radioattivo, ma scompare assai rapidamente, mentre 129I rilascia un livello di radiazione molto basso per un tempo molto lungo. Due prodotti di fissione a lungo decadimento, il tecnezio-99 (emivita 220 000 anni) e iodio-129 (emivita 15,7 milioni di anni), dànno in qualche modo maggiori preoccupazioni per una più grande probabilità di entrare nella biosfera. Gli elementi transuranici nel combustibile consumato sono nettunio-237 (emivita due milioni di anni) e plutonio-239 (emivita 24 000 anni). Una soluzione più completa sia al problema degli attinidi sia alla necessità di energia a basso carbonio può essere il reattore rapido integrale (IFR). Una tonnellata di scorie nucleari dopo una combustione completa in un reattore IFR eviterebbe che 500 milioni di tonnellate di CO2 entrasse nell'atmosfera. Diversamente, lo stoccaggio delle scorie di solito richiede trattamento, seguito da una strategia di gestione di lunga durata implicante lo stoccaggio permanente, il conferimento in discarica o la trasformazione del rifiuto in una forma non tossica.
I governi di varie parti del mondo stanno considerando un ampio spettro di opzioni di gestione e smaltimento dei rifiuti nucleari, di solito ricorrendo all'interramento a grande profondità, sebbene ci siano stati modesti miglioramenti verso la realizzazione di soluzioni di gestione della gestione di lungo termine dei rifiuti. Questo in parte si spiega col fatto che i periodi di tempo da considerare quando si ha a che fare con i rifiuti radioattivi vanno dai 10 000 ai milioni di anni, secondo studi basati sull'effetto di dosi di radiazioni stimate.
Dato che la frazione di atomi di un radioisotopo decadenti per unità di tempo e inversamente proporzionale alla sua emivita, la radioattività relativa di una quantità di rifiuti radioattivi "umani" interrati diminuirebbe nel tempo al confronto di radioisotopi naturali (come nella catena di decadimento di 120 trilioni di tonnellate di torio e 40 trilioni di tonnellate di uranio che sono relativamente a concentrazione di tracce di parti per milione ciascuno su 3 * 1019 tonnellate di massa di crosta). Per esempio, in un intervallo di migliaia di anni, dopo che siano decaduti i radioisotopi dalle più attive brevi emivite, seppellire i rifiuti nucleari degli USA aumenterebbe la radioattività nei più alti 2000 piedi di roccia e suolo negli Stati Uniti (10 million km2) di ≈ 1 parte per 10 milioni sulla valore complessivo dei radioisotopi naturali in tale volume, anche se le vicinanze del sito avrebbero una concentrazione di radioisotopi artificiali sotterranei assai più alta di una tale media.

## Cultura della sicurezza e errori umani

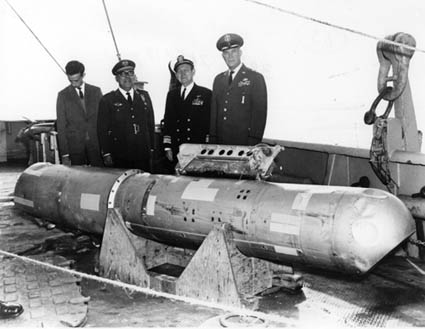
La bomba termonucleare che cadde in mare recuperata al largo di Palomares, 1966.

Una nozione relativamente prevalente nei dibatti sulla sicurezza nucleare è quella di cultura della sicurezza. L'International Nuclear Safety Advisory Group definisce l'espressione come "l'impegno e responsabilità personali di tutti gli individui coinvolti in ogni attività che ha un effetto sulla sicurezza di una centrale elettrica nucleare". L'obiettivo è "progettare sistemi che usino le capacità umane in modi appropriati, che proteggano i sistemi dalle fragilità umane e che proteggano gli esseri umani dai pericoli associati al sistema".
Allo stesso tempo, c'e qualche prova che le pratiche operative non sono facili da cambiare. Gli operatori quasi mai seguono esattamente istruzioni e procedure scritte, e "la violazione di regole sembra essere piuttosto razionale, dato l'effettivo carico di lavoro e i vincoli di tempo con i quali gli operatori devono fare il loro mestiere". Molti tentativi di migliorare la cultura della sicurezza nucleare "venivano controbilanciati da persone che si adattavano al cambiamento in un modo imprevisto".
Secondo la direttrice di Orano (ex AREVA) per il Sudest Asiatico e l'Oceania, Selena Ng, il disastro nucleare ci Fukushima è "un enorme campanello d'allarme per un'industria nucleare che non è sempre stata abbastanza trasparente sui problemi di sicurezza". Disse "C'è stata una sorta di compiacenza prima di Fukushima e non credo che ci possiamo permettere di avere quella compiacenza ora".
Una valutazione svolta dal Commissariat à l'Énergie Atomique (CEA) in Francia concluse che non esiste innovazione tecnica in grado di eliminare il rischio di errori di origine umana associati all'attività delle centrali elettriche nucleari. In particolare sono stati indicati come molto seri due tipi di errori: quelli commessi durante operazioni ordinarie, come manutenzione e collaudo, che possono causare un incidente; ed errori umani compiuti durante piccoli incidenti che precipitano nel disastro completo.
Secondo Mycle Schneider, la sicurezza del reattore dipende da una 'cultura della sicurezza', che abbraccia la qualità di manutenzione e addestramento, la competenza dell'operatore e della manodopera, e il rigore del controllo regolatorio. Così un reattore più nuovo e di miglior progetto non è sempre uno più sicuro, e i reattori più vecchi non sono necessariamente più pericolosi rispetto ai nuovi. L'incidente del 1979 a Three Mile Island negli Stati Uniti si verificò in un reattore in esercizio da appena due anni. Una perdita seria di raffreddante accadde al reattore francese Civaux.1 nel 1998, a neanche cinque mesi dal suo avvio.
Per quanto una centrale possa essere progettata in modo sicuro, è gestita da esseri umani che sono soggetti ad errori. Laurent Stricker, ingegnere nucleare e direttore della World Association of Nuclear Operators dice che gli operatori devono evitare di abbassare la guardia e di nutrire un'eccessiva sicurezza di sé. Gli esperti dicono che il "più grande fattore singolo che determina la sicurezza di una centrale è la cultura della sicurezza posseduta da regolatori, operatori e manodopera — e creare una tale cultura non è facile".
Il giornalista investigativo Eric Schlosser, autore di Command and Control, scoprì che negli Stati Uniti tra il 1950 e il 1968 erano stati registrati almeno 700 incidenti e guasti "significativi" che riguardavano 1 250 armi nucleari. Gli esperti ritengono che fino a 50 armi nucleari siano state smarrite durante la Guerra Fredda.

## Rischi
I consueti rischi alla salute e emissioni di gas serra da fissione nucleare sono modesti in confronto a quelli associati al carbone, ma ci sono diversi "rischi catastrofici":
La densità di popolazione è un altro importante criterio con cui valutare gli altri rischi, dice (il già citato) Laurent Stricker:
172 000 persone abitanti nel raggio di 30 km dalla centrale nucleare di Fukushima Daichi sono state costrette ad evacuare la zona, o sono stati consigliati a farlo. Più in generale, un'analisi del 2011 di Nature e Columbia University (New York) indica che 21 centrali nucleari hanno popolazioni maggiori di un milione di persone nel raggio di 30 km, e sei centrali hanno popolazioni superiori a 3 milioni nel medesimo raggio.
Eventi "cigno nero" sono evenienze altamente improbabili che hanno grandi ripercussioni. Malgrado ogni programmazione, le centrali nucleari saranno sempre vulnerabili agli eventi "cigno nero":
La lista dei potenziali eventi cigno nero è "tremendamente varia":
Il reattore nucleare AP1000 ha una frequenza di danneggiamento del nocciolo (core damage frequency) di 5,09 x 10−7 l'anno per centrale. Il reattore nucleare europeo ad acqua pressurizzata (European Pressurized Reactor o Evolutionary Power Reactor) ha una frequenza di danneggiamento del nocciolo di 4 x 10−7 l'anno per centrale. Nel 2006 la General Electric pubblicò stime ricalcolate di frequenze di danneggiamento del nocciolo l'anno per i suoi modelli di centrale nucleare:
BWR/4 – 1 x 10−5
BWR/6 – 1 x 10−6
ABWR – 2 x 10−7
ESBWR – 3 x 10−8

## Eventi al di là della base progettuale
Il primo incidente nucleare di Fukushima fu causato da un "evento al di là della base progettuale", il maremoto e i terremoti associati furono più potenti di quelli che la centrale era progettata a reggere, e l'incidente è direttamente dovuto al maremoto che travolse la diga troppo bassa.
Da allora, la possibilità di eventi imprevisti oltre la base progettuale è stata un cruccio notevole per i gestori di centrali.

## Trasparenza ed etica
Secondo la giornalista Stephanie Cooke, è difficile conoscere che cosa avvenga davvero dentro alle centrali nucleari perché l'industria è avvolta dalla segretezza. Imprese e governi controllano quali informazioni siano disponibili al pubblico. Cooke dice "quando le informazioni sono rese disponibili, spesso sono espresse in gergo e prosa incomprensibile".
Kennette Benedict ha detto che tecnologia nucleare e attività delle centrali continuano a mancare di trasparenza e ad essere relativamente chiuse alla visibilità pubblica:
Nel 1986 le autorità sovietiche omisero di riferire del disastro di Chernobyl per alcuni giorni. Anche il gestore della centrale di Fukushima, Tokyo Electric Power Co., fu criticato per non aver immediatamente condiviso le informazioni sulle dispersioni di radioattività dalla centrale. Il presidente russo Dmitrij Medvedev disse che ci dev'essere più trasparenza nelle emergenze nucleari.
Storicamente molti scienziati e tecnici hanno deciso per conto delle popolazioni potenzialmente interessate se un particolare livello di rischio e di incertezza fosse accettabile per loro. Molti ingegneri nucleari e scienziati che hanno preso quelle decisioni, seppure per buone ragioni attinenti alla disponibilità di energia a lungo termine, ora ritengono sbagliato agire così senza consenso informato, e che sicurezza dell'energia nucleare e tecnologie nucleari dovrebbero basarsi fondamentalmente sulla moralità, piuttosto che puramente su considerazioni tecniche, economiche e di affari.
Non-Nuclear Futures: The Case for an Ethical Energy Strategy è un libro del 1975 di Amory B. Lovins e John H. Price. L'argomento principale del libro è che le parti più importanti del dibattito sull'energia nucleare sono discussioni non tecniche ma legate a valori personali, e sono il legittimo terreno di confronto per ogni cittadino, che abbia una preparazione tecnica o no.

## Incidenti e radiazioni nucleari
L'industria nucleare ha un'eccellente storia quanto a sicurezza e le morti per megawatt ora sono le più basse di tutte le principali fonti energetiche. Secondo Zia Mian e Alexander Glaser, gl "ultimi sei decenni hanno mostrato che la tecnologia nucleare non tollera errore".
L'energia nucleare è forse la principale esempio di quelle che si chiamano "tecnologie ad altro rischio" con "potenziale catastrofico", poiché "a prescindere da quanto siano efficaci i dispositivi convenzionali di sicurezza, c'è una forma di incidente che è inevitabile, e tali incidenti sono una conseguenza 'normale' del sistema". In poche parole, non c'è scampo dai cedimenti di sistema.
Qualunque posizione si prenda nel dibattito sul nucleare, si deve considerare la possibilità di incidenti catastrofici e i conseguenti costi economici quando si delineano politiche e normative per il nucleare.

### Protezione dalla responsabilità civile in caso di incidente
Kristin Shrader-Frechette ha detto "se i reattori fossero sicuri, le industrie nucleari non avrebbero bisogno di protezione per la responsabilità civile a garanzia governativa come condizione per generare elettricità". Nessuna compagnia assicurativa privata o neppure un consorzio di compagnie "si accollerebbe le spaventose responsabilità scaturenti da gravi incidenti nucleari".

### Hanford Site

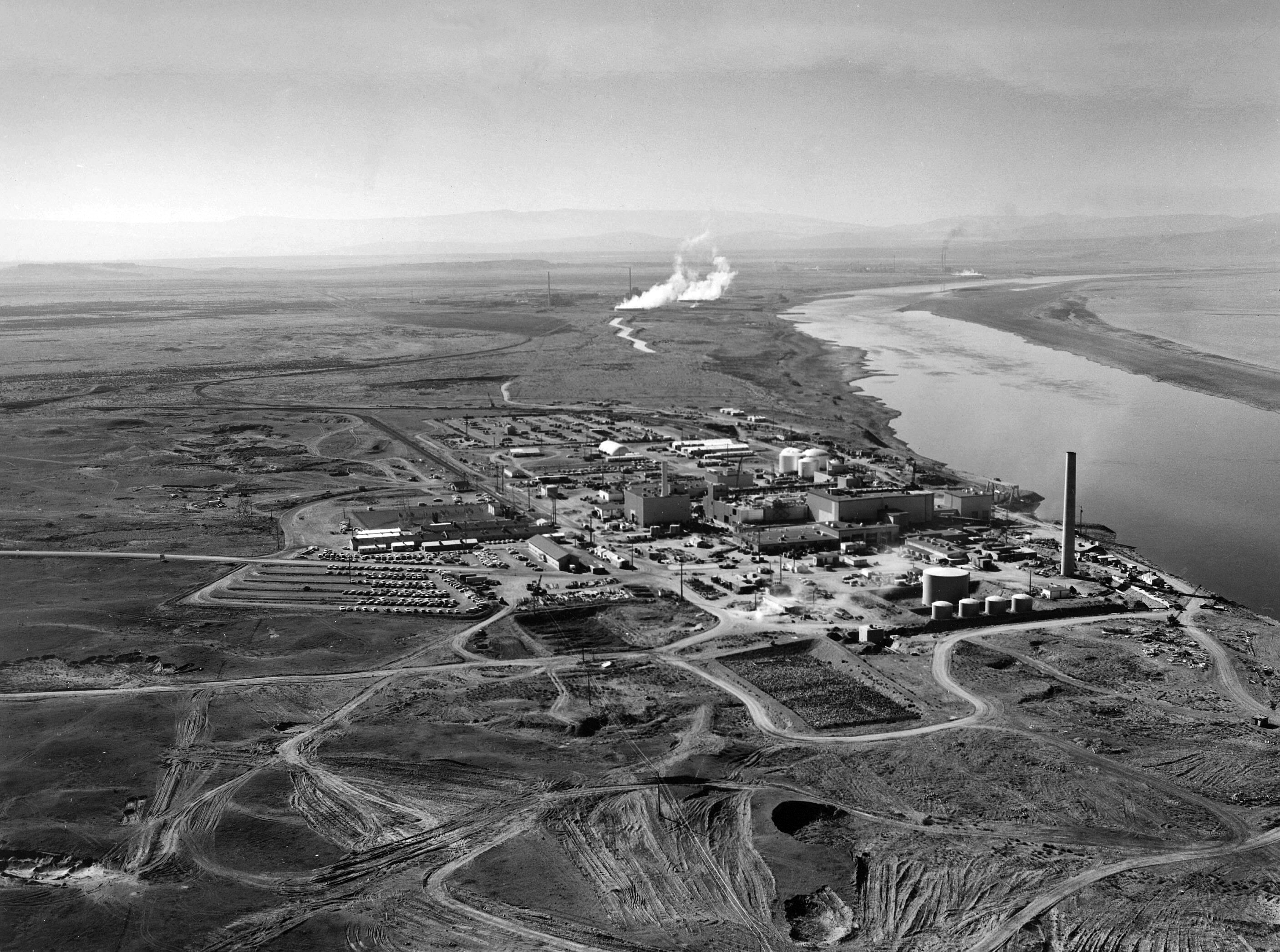
L'Hanford site rappresenta due terzi dei rifiuti radioattivi dell'America per volume. I reattori nucleari costeggiano la riva all'Hanford Site lungo il fiume Columbia nel 1960.

Lo Hanford Site è un complesso di produzione nucleare, perlopiù dismesso, sul fiume Columbia nello Stato USA di Washington, gestito dal Governo federale degli Stati Uniti d'America. Il plutonio lavorato nel sito fu usato nella prima bomba nucleare, provata nel sito Trinity, e nella Fat Man, la bomba scoppiata a Nagasaki (Giappone). Durante la Guerra fredda il progetto fu espanso fino a comprendere nove reattori nucleari e cinque grandi complessi di riprocessamento del plutonio, che producevano plutonio per la maggior parte delle 60 000 armi dell'arsenale nucleare degli Stati Uniti. Molte delle prime procedure di sicurezza e pratiche di trattamento dei rifiuti erano inadeguate, e i documenti del governo hanno in seguito confermato che le attività di Hanford rilasciarono significative quantità di materiali radioattivi nell'aria e nel fiume Columbia, che ancora minaccia la salute dei residenti e gli ecosistemi. I reattori per produzione di armi furono dismessi alla fine della Guerra fredda, ma i decenni in cui si svolse la fabbricazione lasciarono uno strascico di 200 000 m3 di rifiuti altamente radioattivi, altri 710 000 m3 di rifiuti radioattivi solidi, 520 km2 di acqua di falda contaminata dietro al sito e occasionali scoperte di contaminazioni non documentate che rallentano il ritmo e aumentano il costo della bonifica. Lo Hanford Site rappresenta due terzi dei rifiuti altamente radioattivi per volume. Oggi, Hanford è il sito nucleare più contaminato degli Stati Uniti ed è l'obiettivo della più grande bonifica ambientale della nazione.

### Disastro di Černobyl' (1986)

Mappa indicante la contaminazione da cesio-137 in Bielorussia, Russia, e Ucraina riferita al 1996.

Il disastro di Černobyl' fu un incidente nucleare avvenuto il 26 aprile 1986 presso la centrale nucleare di Černobyl' in Ucraina. Un'esplosione accompagnata da un incendio rilasciò nell'atmosfera grandi quantità di contaminazione radioattiva, che si diffuse in gran parte dell'URSS occidentale ed Europa. È considerato il peggior incidente in una centrale nucleare della storia, ed è uno dei due eventi classificati di livello 7 nella scala INES (l'altro è il disastro di Fukushima).
La battaglia per contenere la contaminazione ed evitare una catastrofe ancora maggiore alla fine coinvolse più di 500 000 lavoratori e costò circa 18 miliardi di rubli, paralizzando l'economia sovietica. L'incidente suscitò timori per la sicurezza dell'industria nucleare, rallentandone l'espansione per numerosi anni.
UNSCEAR ha svolto 20 anni di dettagliata ricerca scientifica e epidemiologica sugli effetti dell'incidente di Černobyl'. A parte 57 morti causate direttamente dall'incidente stesso, UNSCEAR previde nel 2005 che sarebbero comparse fino a 4 000 ulteriori morti di tumore, collegate all'incidente, "fra le 600 000 persone esposte alle radiazioni più significative ("liquidatori" che intervennero nel 1986-87, sfollati, e residenti nelle zone più contaminate)". Russia, Ucraina, e Bielorussia sono state oberate dai continui, sostanziosi costi di decontaminazione e cure mediche del disastro di Černobyl'.
Undici reattori della Russia sono del tipo RBMK 1000, simile a quello della centrale nucleare di Černobyl'. Alcuni di questi reattori dovevano originariamente essere spenti ma invece sono stati prorogati e spinti a produrre circa un 5% di resa in più. I critici dicono che questi reattori sono un "progetto intrinsecamente non sicuro", che non può essere migliorato con aggiornamenti e ammodernamenti, e alcune parti di reattore non possono essere sostituite. I gruppi ambientalisti russi dicono che le proroghe della vita operativa [delle centrali] "violano la legge russa, poiché i progetti non sono stati sottoposti a valutazioni ambientali".

### Incidenti di Fukushima (2011)

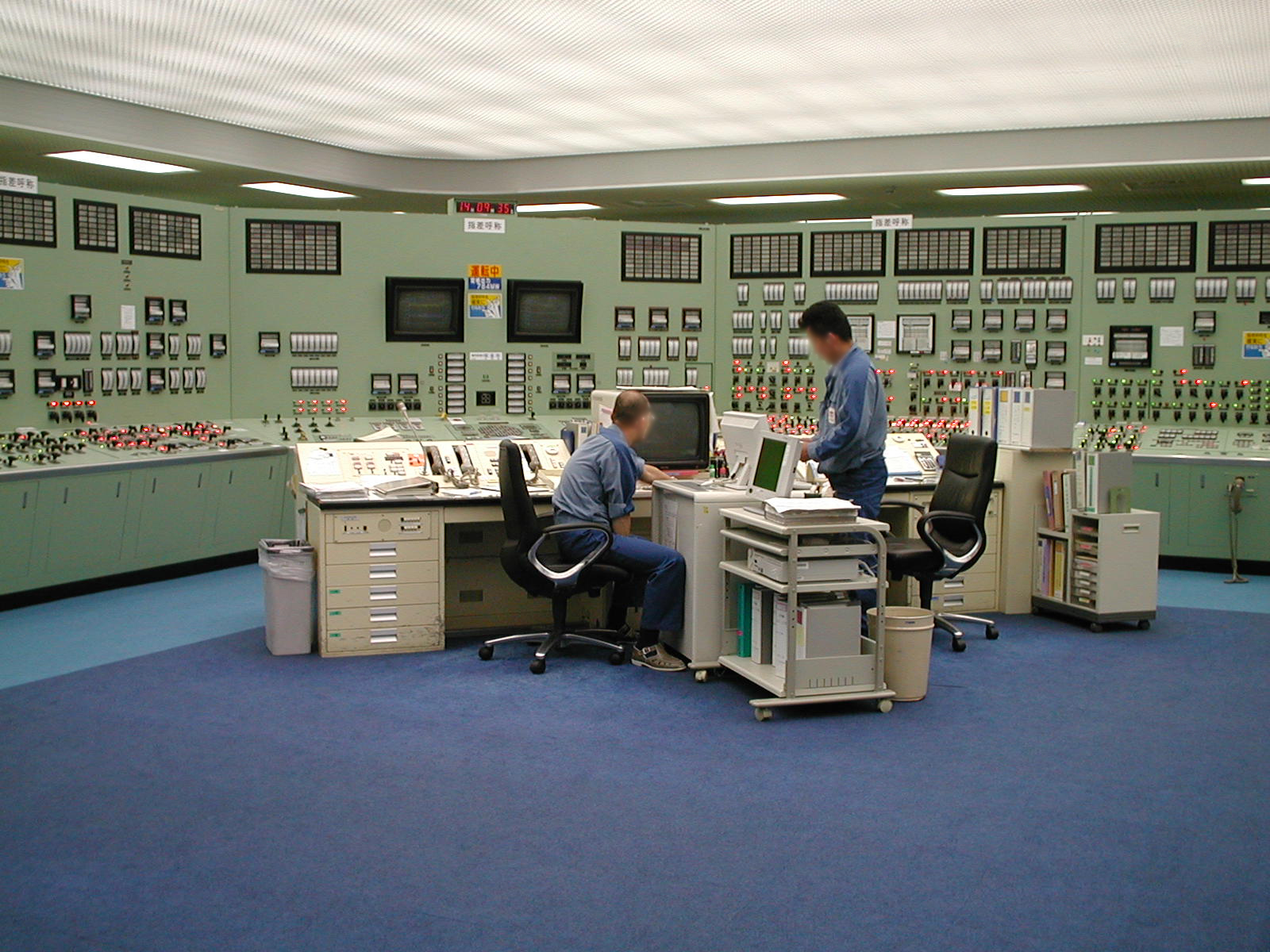
Sala di controllo di reattore a Fukushima.

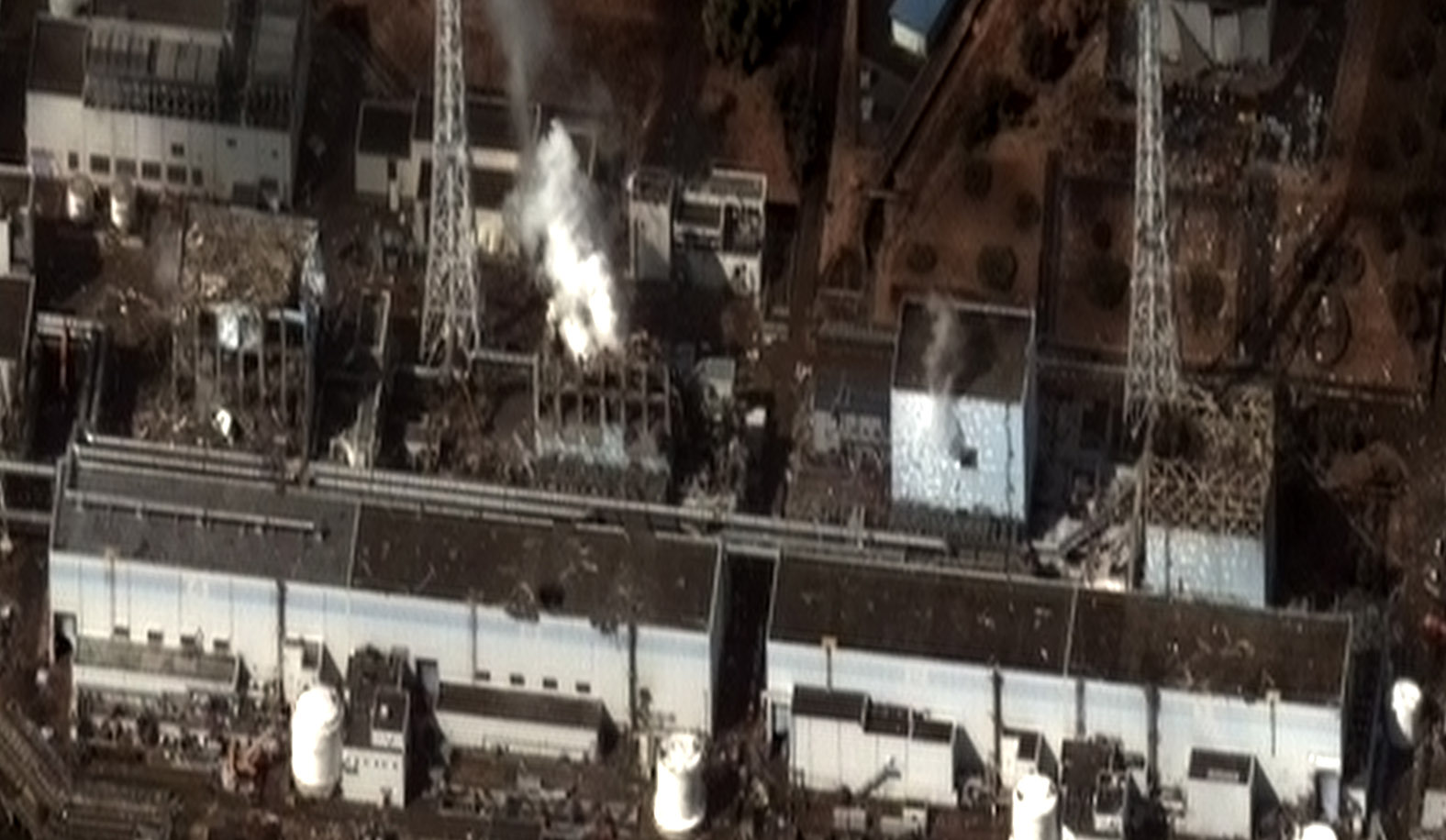
In seguito al disastro radioattivo del 2011 a Fukushima, le autorità chiusero le 54 centrali nucleari del Paese. Ancora nel 2013, il sito di Fukushima rimaneva altamente radioattivo, con circa 160000 sfollati ancora alloggiati in abitazioni provvisorie, ed alcuni terreni che resteranno non coltivabili per secoli. La difficoltosa opera di bonifica di Fukushima richiederà almeno 40 anni, e costerà decine di miliardi di dollari.

Malgrado tutte le assicurazioni, un grosso incidente nucleare, del calibro di quello di Černobyl', si verificò daccapo nel 2011 in Giappone, uno dei Paesi industrialmente più avanzati del mondo. Il presidente della Commissione Sicurezza Nucleare Haruki Madarame disse in un'inchiesta parlamentare del febbraio 2012 che "le regole di sicurezza nucleare del Giappone sono inferiori agli standard globali e hanno lasciato il Paese impreparato al disastro nucleare di Fukushima del marzo scorso". Le regole di sicurezza che governavano le imprese giapponesi dell'energia nucleare erano lacunose, ed erano state applicate blandamente, e tutto ciò riguardava anche l'insufficiente protezione dai maremoti.
Un articolo del 2012 di The Economist disse: "I reattori di Fukushima erano di vecchio progetto. I rischi che correvano non erano stati ben analizzati. La compagnia gestionaria aveva norme inadeguate e non sapeva quel che succedeva. I gestori commisero errori. I rappresentanti dell'ispettorato di sicurezza si dileguarono. Alcune delle dotazioni non funzionarono. L'organizzazione sottovalutò ripetutamente i rischi e celò le informazioni sul movimento del pennacchio radioattivo, così alcune persone furono evacuate da posti meno contaminati verso altri che lo erano di più".
I progettisti dei reattori della centrale nucleare Fukushima I non previdero che un maremoto generato da un terremoto avrebbe inibito i sistemi di riserva preposti a stabilizzare il reattore dopo il terremoto. I reattori nucleari sono "sistemi così intrinsecamente complessi, strettamente collegati che, in rare, citazioni di emergenza, le interazioni a cascata si svilupperanno in modo tale che i gestori umani non potranno prevederli e dominarli".
I generatori diesel di riserva che avrebbero potuto evitare il disastro erano collocati in un sotterraneo, dove furono presto sopraffatti dalle onde. La concatenazione di eventi di Fukushima era stata prevista in una relazione pubblicata negli Stati Uniti parecchi anni fa:
La relazione fu citata da una dichiarazione del 2004 dell'Ente giapponese per la sicurezza nucleare e industriale, ma apparentemente TEPCO non adottò misure adeguate ad affrontare il rischio. Katsuhiko Ishibashi, professore di sismologia presso la Università di Kobe, ha detto che la storia del Giappone in fatto di incidenti nucleari origina da un eccesso di supponenza nella produzione delle centrali. Nel 2006 si dimise da una commissione governativa sulla sicurezza dei reattori nucleari, poiché il processo di revisione è falsato e "non scientifico".
Secondo l'Agenzia internazionale per l'energia atomica il Giappone "sottostimò il pericolo di maremoti e mancò di predisporre adeguati sistemi di riserva nella centrale nucleare di Fukushima Daiichi". Questa affermazione riprendeva una critica ampiamente condivisa in Giappone per cui "legami collusivi tra regolatori e industria portarono ad un debole controllo e nell'omessa predisposizione di livelli adeguati di sicurezza nella centrale". La IAEA disse anche che il disastro di Fukushima svelò la carenza di adeguati sistemi di riserva nella centrale. Una volta che l'energia elettrica si era interrotta completamente, funzioni essenziali come il sistema di raffreddamento cessavano. Tre dei reattori "si surriscaldarono rapidamente, provocando scioglimenti che alla fine sfociavano in esplosioni, che a loro volta proiettavano grandi quantità di materiale radioattivo nell'aria".
Louise Fréchette e Trevor Findlay hanno detto che c'è bisogno di un maggiore impegno per garantire la sicurezza nucleare e migliorare la reazione agli incidenti:
David Lochbaum, principale esperto di sicurezza nucleare della Union of Concerned Scientists, ha ripetutamente messo in discussione la sicurezza del progetto di reattore General Electric Mark I della centrale di Fukushima, che è utilizzato in almeno in quarto della flotta nucleare degli Stati Uniti.
Una relazione del governo giapponese alla IAEA dice che il "combustibile nucleare in tre reattori probabilmente si fuse attraverso il vaso di contenimento interno, non solo il nucleo". La relazione dice che l'"inadeguato" progetto essenziale del reattore — il modello Mark-1 sviluppato dalla General Electric — comprendeva "il sistema di sfiato del vaso di contenimento e la collocazione delle vasche di liquido refrigerante consumato nella parte alta dell'edificio, che provocarono dispersioni di acqua radioattiva che ostacolarono l'opera di ripristino".
In seguito all'emergenza di Fukushima, l'Unione Europea decise che tutti i reattori dei 27 Stati membri fossero sottoposti a prove di sicurezza.
Secondo UBS AG, è probabile che gli incidenti nucleari del Fukushima I nuocciano alla credibilità dell'industria nucleare più del disastro di Černobyl' nel 1986:
L'incidente di Fukushima fece emergere alcuni scottanti problemi di sicurezza nucleare:
Ancora nel 2012 non avevano trovato risposta le domande sull'ampiezza dei danni alla centrale di Fukushima causati dal terremoto prima che si verificasse il maremoto. Ogni prova di seri danni sismici alla centrale "solleverebbe altri dubbi sulla sicurezza di altri reattori nel Giappone così esposto a terremoti".
Due consiglieri del governo hanno detto che "la revisione di sicurezza dei reattori nucleari di Fukushima è basata su criteri fallaci e molte persone implicate hanno conflitti di interesse". Hiromitsu Ino, professore emerito dell'università di Tokyo, dice "L'intero processo che viene seguito è esattamente il medesimo usato prima dell'incidente di Fukushima Dai-Ichi, anche se l'incidente aveva dimostrato l'insufficienza di tutte queste linee guida e categorie".
Nel marzo 2012 il primo ministro Yoshihiko Noda riconobbe che il governo giapponese aveva la sua parte di responsabilità per il disastro di Fukushima, dicendo che le autorità erano state accecate da una falsa credenza nell'"infallibilità tecnologica" del Paese, ed erano completamente immerse in un "mito di sicurezza".

### Altri incidenti
Gli incidenti nucleari di rilievo comprendono: incidenti di Chalke River (1952, 1958 & 2008), incidente di Kyštym (1957), incendio di Windscale (1957), incidente SL-1 (1961), incidente del sottomarino sovietico K-19 (1961), incidente di Three Mile Island (1979), incidente nucleare di Church Rock (1979), incidente del sottomarino sovietico K-431 (1985), incidente di Goiânia (1987), incidente dalla radioterapia di Saragozza (1990), incidente della radioterapia in Costa Rica (1996), incidente di Tokaimura (1999), incidente di Sellafield THORP (2005), e incidente di Flerus IRE (2006).

## Impatto sulla salute

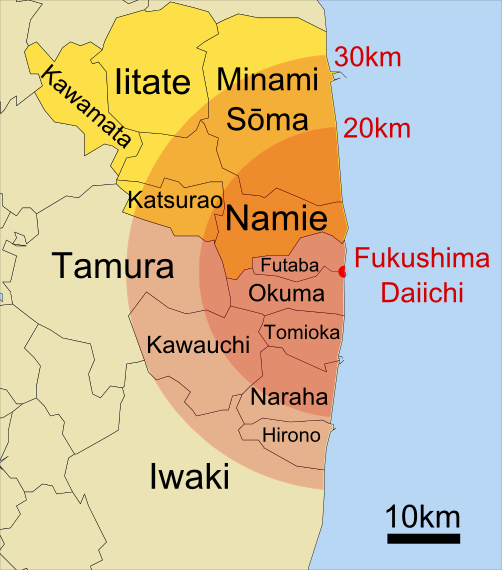
Vari abitati giapponesi circostanti la centrale di Fukushima Daiichi. Sono evidenziate le zone entro 20 e 30 km che ricevettero ordini di mettersi di evacuazione e di mettersi al riparo.

Ci sono quattrocentotrentasette centrali nucleari attualmente, in funzione ma purtroppo nel passato si sono verificati cinque gravi incidenti nucleari. Questi incidenti avvennero a Kyštym (1957), Seascale (1957), Three Mile Island (1979), Černobyl' (1986), e Fukushima (2011). Un resoconto di Lancet dice che gli effetti di questi incidenti su individui e collettività sono diversi e durevoli:
Malgrado incidenti come questi, gli studi hanno dimostrato che le morti legate al nucleare avvengono soprattutto nell'estrazione mineraria dell'uranio e che l'energia nucleare ha provocato assai meno morti di quante ne causino gli alti livelli di inquinamento determinati all'uso di combustibili fossili convenzionali. Comunque, l'industria dell'energia nucleare si fonda sull'estrazione mineraria dell'uranio, che a sua volta è un'industria pericolosa, con molti incidenti e lutti.
La giornalista Stephanie Cooke dice che non è utile fare confronti solo in termini di numero di morti, poiché è importante anche come le persone vivono dopo, come nel caso degli incidenti nucleari giapponesi del 2011:
L'incidente di Fukushima obbligò più di 80 000 residenti a sfollare dagli abitati attorno alla centrale.
Un sondaggio del governo locale di Iitate ottenne risposta da 1 743 persone che erano state sfollate dal villaggio, situato nella zona di evacuazione di emergenza attorno alla centrale di Fukushima Daiichi in avaria. Ne risulta che molti residenti stanno provando sempre più frustrazione ed instabilità legate alla crisi nucleare ed all'impossibilità di ritornare alle vite che conducevano prima del disastro. Il sessanta percento di quelli che risposero dichiararono che la loro salute e quella delle loro famiglie era peggiorato dopo l'evacuazione, e il 39,9 percento riferì di sentirsi più irritato di come si sentiva prima del disastro.
I componenti chimici delle scorie radioattive possono portare al cancro. Per esempio, lo iodio-131 è stato rilasciato insieme alle scorie radioattive quando si sono verificati i disastri di Chernobyl e Fukushima. Si è concentrato nella vegetazione a foglia dopo l'assorbimento nel suolo. Rimane anche nel latte degli animali se questi mangiano la vegetazione. Quando lo iodio 131 entra nel corpo umano, migra verso la tiroide nel collo e può causare il cancro alla tiroide.
Anche altri elementi delle scorie nucleari possono portare al cancro. Per esempio, lo stronzio-90 causa il cancro al seno e la leucemia, il plutonio-239 causa il cancro al fegato, il cesio-137 causa sarcomi  muscolari e anche un aumento di cancri pancreatici..

## Perfezionamenti delle tecnologie di fissione nucleare
Sono state intraprese riprogettazioni dei pellet di combustibile e dei rivestimenti che possono migliorare ulteriormente la sicurezza delle centrali esistenti.
Con l'andar del tempo, sono stati sviluppati modelli di reattori più moderni con l'intento di accrescere la sicurezza. Fra questi progetti alcuni integrano sicurezza passiva e small modular reactor (SMR). Anche se questi progetti di reattore "hanno lo scopo di ispirare fiducia, possono avere un effetto indesiderato: creare diffidenza verso i reattori più vecchi che non possiedono le decantate caratteristiche di sicurezza".
Le future centrali saranno probabilmente progetti di III generazione o di III+, e alcuni di esse sono già attive in Giappone. I reattori nucleari di IV generazione potrebbero contenere ulteriori progressi in termini di sicurezza. Si ipotizza che questi progetti possano integrare la sicurezza passiva o quasi, e forse perfino la sicurezza intrinseca (come nei progetti pebble bed modular reactor — PBMR).
Alcune delle migliorie apportate (non in tutti i progetti) si stanno dotando di tre gruppi di generatori diesel di emergenza con abbinati sistemi di emergenza di raffreddamento del nucleo invece che solo un paio, avendo vasche di estinzione (grandi vasche riempite di refrigerante) sopra al nucleo che vi si aprono automaticamente, con un doppio isolamento (una costruzione di contenimento dentro l'altra), e così via.
Circa 120 reattori, come quelli in Svizzera prima e tutti i reattori in Giappone dopo l'incidente di Fukushima, integrano la tecnologia Filtered Containment Venting System, sulla struttura di contenimento, che è concepita per alleviare la pressione di contenimento durante un incidente rilasciando gas nell'ambiente e al contempo trattenendo gran parte dei prodotti di fissione nelle strutture filtro.
Tuttavia, i rischi per la sicurezza possono essere tanto maggiori quanto più i sistemi sono nuovi, e chi li gestisce non ne ha esperienza. L'ingegnere nucleare David Lochbaum spiegò che quasi tutti gli incidenti nucleari seri si sono verificati con quella che nel singolo periodo era la tecnologia più recente. Sostiene che "il problema con i nuovi reattori e gli incidenti è duplice: sorgono scenari che sono impossibili da progettare nelle simulazioni; e gli esseri umani commettono errori". Per usare le parole di un direttore USA di laboratorio di ricerca, "fabbricazione, costruzione, gestione, e manutenzione dei nuovi reattori presenteranno una ripida curva di apprendimento: le tecnologie avanzate avranno un più elevato rischio di incidenti ed errori. La tecnologia può essere collaudata, ma le persone no".

## Paesi in via di sviluppo
C'è preoccupazione per i Paesi in via di sviluppo "in corsa per inserirsi nel cosiddetto rinascimento nucleare senza quel che serve in termini di infrastrutture, personale, cornici normative e cultura della sicurezza". Alcuni Paesi con aspirazioni nucleari, come Nigeria, Kenya, Bangladesh e Venezuela, non hanno alcuna significativa esperienza industriale e necessiteranno almeno di un decennio di preparazione anche solo prima di aprire il cantiere per un sito di reattore.
La velocità con cui è stato svolto un programma di costruzione nucleare in Cina ha destato preoccupazione per la sicurezza. La sfida per il governo e le società del nucleare è "tenere gli occhi aperti su un esercito sempre più grosso di appaltatori e subappaltatori che possono aver la tentazione di smussare gli spigoli". La Cina ha chiesto assistenza internazionale per addestrare un maggior numero di ispettori di impianti nucleari.

## Sicurezza nucleare e attacchi terroristici
Le centrali nucleari, i reattori di ricerca civili, alcuni impianti di combustibile navale, gli impianti di arricchimento dell'uranio e gli impianti di fabbricazione del combustibile, sono vulnerabili agli attacchi che potrebbero portare a una contaminazione radioattiva diffusa. La minaccia di attacco è di diversi tipi generali: attacchi a terra di tipo commando su attrezzature che, se disattivate, potrebbero portare alla fusione del nocciolo del reattore o a una diffusa dispersione di radioattività; e attacchi esterni come lo schianto di un aereo in un complesso di reattori, o attacchi cibernetici.
La Commissione dell'11 settembre degli Stati Uniti ha detto che le centrali nucleari erano potenziali obiettivi originariamente considerati per gli attacchi dell'11 settembre 2001. Se gruppi di terroristi potessero danneggiare sufficientemente i sistemi di sicurezza per causare la fusione del nocciolo di una centrale nucleare e/o danneggiare sufficientemente le vasche di combustibile esaurito, un tale attacco potrebbe portare a una diffusa contaminazione radioattiva. La Federation of American Scientists ha detto che se l'uso dell'energia nucleare si espanderà significativamente, gli impianti nucleari dovranno essere resi estremamente sicuri contro attacchi che potrebbero rilasciare massicce quantità di radioattività nella comunità. I nuovi progetti di reattori hanno caratteristiche di sicurezza passiva, che potrebbero aiutare. Negli Stati Uniti, l'NRC esegue esercitazioni "Force on Force" (FOF) in tutti i siti delle centrali nucleari almeno una volta ogni tre anni.
I reattori nucleari diventano obiettivi di elezione durante i conflitti militari e, negli ultimi tre decenni, sono stati ripetutamente attaccati durante attacchi aerei militari, occupazioni, invasioni e campagne.
Diversi atti di disobbedienza civile dal 1980 da parte del gruppo pacifista Plowshares hanno dimostrato come gli impianti di armi nucleari possono essere penetrati, e le azioni del gruppo rappresentano straordinarie violazioni della sicurezza negli impianti di armi nucleari negli Stati Uniti. La National Nuclear Security Administration ha riconosciuto la gravità dell'azione di Plowshares del 2012. Gli esperti di politica di non proliferazione hanno messo in dubbio "l'uso di appaltatori privati per fornire sicurezza alle strutture che producono e conservano il materiale militare più pericoloso del governo". I materiali per armi nucleari sul mercato nero sono una preoccupazione globale, e c'è preoccupazione per la possibile detonazione di una piccola e grezza arma nucleare da parte di un gruppo militante in una grande città, con significative perdite di vite umane e di proprietà.
Stuxnet è un worm, scoperto nel giugno 2010, che si crede sia stato creato dagli Stati Uniti e da Israele per attaccare gli impianti nucleari dell'Iran.

## Ricerca sulla fusione nucleare
L'energia da fusione nucleare è una tecnologia ancora in fase di ricerca. Si basa sulla fusione piuttosto che sulla fissione (scissione) di nuclei atomici, utilizzando processi molto diversi rispetto alle attuali centrali nucleari. Le reazioni di fusione nucleare hanno il potenziale per essere più sicure e generare meno scorie radioattive della fissione. Queste reazioni sembrano potenzialmente fattibili, anche se tecnicamente abbastanza difficili e devono ancora essere create su una scala che potrebbe essere utilizzata in una centrale elettrica funzionale. L'energia da fusione è stata oggetto di indagini teoriche e sperimentali fin dagli anni 1950.
La costruzione dell'ITER è iniziata nel 2007, ma il progetto ha subito molti ritardi e sforamenti di bilancio. L'impianto non dovrebbe entrare in funzione fino all'anno 2027 - 11 anni dopo quanto inizialmente previsto. È stata proposta una successiva centrale a fusione nucleare commerciale, DEMO. Vengono anche proposte delle centrali basate su un approccio diverso alla fusione, quello di una centrale a fusione inerziale.
All'inizio si credeva che fosse facile ottenere la generazione di elettricità da fusione, come lo era stata quella da fissione. Tuttavia, i requisiti estremi per le reazioni continue e il contenimento del plasma hanno portato a prolungare le proiezioni di diversi decenni. Nel 2010, più di 60 anni dopo i primi tentativi, la produzione commerciale di energia era ancora ritenuta improbabile prima del 2050.

## Standard di sicurezza più stringenti
Matthew Bunn, ex consigliere dell'Office of Science and Technology Policy degli Stati Uniti, e Heinonen, l'ex vicedirettore generale dell'AIEA, hanno detto che c'è bisogno di norme di sicurezza nucleare più severe e propongono sei aree principali di miglioramento:
- gli operatori devono pianificare per eventi al di là delle basi di progettazione;
- standard più rigorosi per la protezione degli impianti nucleari dal sabotaggio terroristico;
- una più forte risposta internazionale alle emergenze;
- revisioni internazionali della sicurezza;
- standard internazionali vincolanti sulla sicurezza e la protezione; e
- cooperazione internazionale per garantire l'efficacia della regolamentazione.

I siti nucleari costieri devono anche essere ulteriormente protetti dall'innalzamento del livello del mare, dalle mareggiate, dalle inondazioni e dal possibile "isolamento del sito nucleare".